# Mercado de Vegueta
El mercado de Vegueta es un mercado de abastos de la ciudad de Las Palmas de Gran Canaria, España. Situado en el casco histórico de Vegueta, junto a la desembocadura del barranco de Guiniguada y en frente al Teatro Pérez Galdós, es el primer mercado construido en las Islas Canarias.

## Historia

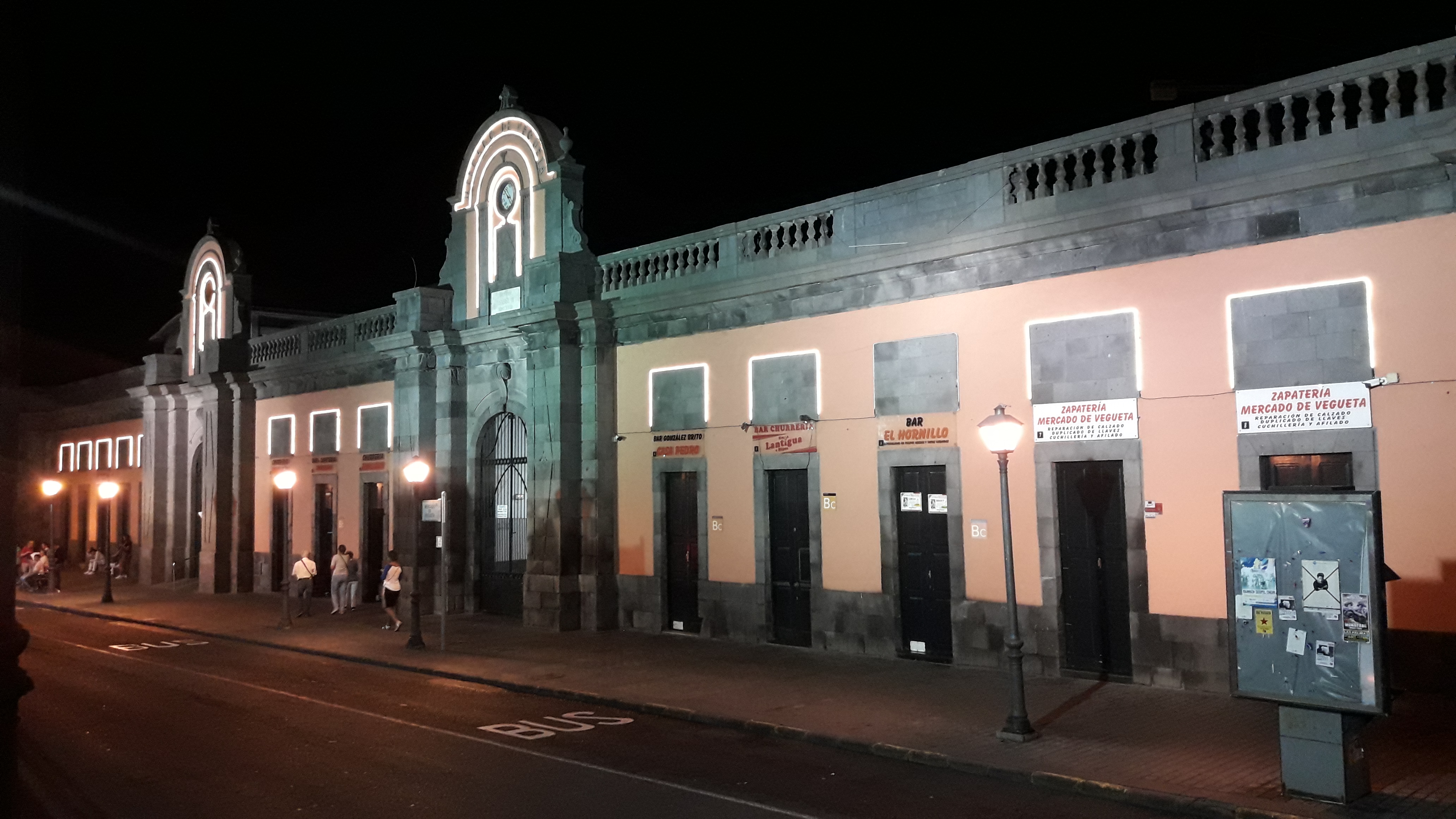
Vista nocturna de la fachada delantera del mercado en noviembre de 2019.

El Mercado de Vegueta data del año 1856, durante el reinado de Isabel II, aunque oficialmente fue inaugurado en 1858. En aquella época las comunicaciones eran difíciles. A mediados del siglo XIX había un grave problema de desabastecimiento en el archipiélago y se tomó la decisión de crear el primer mercado central de las islas en el núcleo poblacional más importante de Canarias, la capital de la isla de Gran Canaria, que sirviera de punto de encuentro entre la oferta y la demanda de productos de alimentación de primera necesidad. Los productos ofertados eran, principalmente, locales.
La obra fue financiada con la quinta desamortización, la de Pascual Madoz. Las desamortizaciones se hacían, con frecuencia, para realizar proyectos públicos importantes, y consistían en poner a la venta, mediante subasta, terrenos previamente expropiados a sus dueños, casi siempre a la iglesia, justificando la expropiación por la baja productividad de ese patrimonio. Eran las denominadas "manos muertas".
La ciudad de Las Palmas de Gran Canaria contó por vez primera con una plaza de abastos en condiciones en el año 1787. Con un mercado que pretendía, ante todo, restringir la venta ambulante y dar forma, a la vez, a un modo de vivir más civilizado, tal y como se hacía en la España peninsular. Para ello el corregidor José Eguiluz tuvo la iniciativa de aglutinar en un rincón de la población a buena parte de los mercaderes, sobre un mismo punto de venta, en la margen izquierda de la desembocadura del barranco de Guiniguada. Esta medida sería, andando el tiempo, el germen de un proyecto más ambicioso que vendría en forma de edificación en pleno siglo XIX. La ciudad, por entonces, compuesta en esencia por los barrios de Triana y Vegueta, se acostumbró a tener cerca este punto de venta y parecía idóneo que fuese allí, precisamente, el lugar en el que se levantaría la gran plaza de abastos que la urbe se merecía. 
El Mercado de Las Palmas, que éste es su verdadera denominación, fue una iniciativa pública encaminada a convertir este sector de la población en un núcleo comercial con el ánimo de proporcionar a la ciudad un centro cívico estable. La ciudad no tenía entonces, 1940-1950, ningún aliciente arquitectónico que le otorgase una imagen pública, si exceptuamos los centros religiosos, en especial La Catedral, y las viviendas señoriales contenidas en el barrio de Vegueta, pocos puntos más de referencia existían en el área capitalina.
En 2008, con motivo de su 150.º aniversario, el Mercado de Vegueta fue galardonado con la Medalla de Oro de la ciudad de Las Palmas de Gran Canaria.